# Юнгай, Серафима Семёновна
Серафима Семёновна Юнгай (урожденная Рубина; 23 ноября [6 декабря] 1914, Витебск — 1 декабря 1993, Мытищи, Московская область) — советский композитор, пианист, педагог.

## Биография
Серафима Юнгай родилась в Витебске в еврейской семье. Её мать, Ривка, была домохозяйкой, а отец, Семен Рубин, землемером по профессии. Через 2 года после рождения Серафимы её семья переехала в Новочеркасск.
В возрасте 5-6 лет Серафима начала заниматься музыкой дома. Закончила музыкальную школу в 15 лет и после окончания средней школы в 16 лет начала работать тапёром в местном кинотеатре. В начале 30-х годов семья Серафимы переехала в Ливны, Орловская область. Через несколько лет семья Серафимы ненадолго переезжает в поселок Зеленоградский, Московская область, и окончательно оседает в поселке Тайнинский, Мытищи, Московская область.
В 1936 году поступила в Музыкальное училище при Московской консерватории. В 1938 году Серафима, продолжая обучение в музыкальном училище, поступает в МИИТ. В МИИТе она вела кружок «Хор», где и познакомилась с Борисом Марголиным. В 1940 году Серафима Юнгай выходит замуж за Бориса Марголина. Весной этого же года — окончила музыкальное училище и в сентябре поступила в Московскую Консерваторию на композиторское отделение профессоров Литинского и Лятошинского. В конце 41-го года Юнгай переехала в Саратов, куда эвакуировалась Московская консерватория из-за наступления немцев на Москву, там она продолжала учиться, в то время как её муж ушёл на фронт.
Чтобы обеспечить питанием себя и дочь, она параллельно с учёбой вела хор на Саратовском авиационном заводе. Великая Отечественная война оказала огромное влияние на Серафиму Юнгай — военная тема в её произведениях занимает большое место. В 1943 году Серафима Семёновна уехала на 2-й Белорусский фронт в качестве хормейстера. Ей поручили организовать концерт в честь 25 Октябрьской революции. В 1944—1945 годах Юнгай работала в Москве хормейстером Высших разведывательных курсов.
После войны Юнгай работала в музыкальных школах Москвы и Подмосковья преподавателем по хору, фортепиано, музыкальной литературе.
За полвека композиторской деятельности Юнгай написала десятки песен, множество фортепианных произведений, произведения для скрипки, виолончели, альта, валторны, фагота, для духового оркестра, оркестра народных инструментов. Некоторые из них изданы и неоднократно передавались по Всесоюзному радио.
Юнгай умерла в 1993 году в Мытищах. Похоронена в Москве на Перловском кладбище.

## Творчество
О Великой Отечественной войне композитором Юнгай написаны такие произведения, как: «Мой взрослый сын» на стихи Джевальского, баллада «О героях танкистах», «Ленточка морская» (2 песни «Моряк» и «Волна») на стихи Александра Жарова и др.
Юнгай написала две фортепианные миниатюры «Метелица» и «Бесёнок», которые были изданы ещё при её жизни и рекомендованы для учеников старших классов музыкальных школ.
Особое место в её творчестве занимает сборник «Чувашские эскизы», который состоит из 6 самостоятельных пьес. Эти пьесы, отражающие картины чувашского народного быта, написаны ею «с натуры», во время поездки на Среднюю Волгу. По мнению члена правления Союза советских композиторов, Фёдора Лукина, чувашские народные темы обработаны композитором очень умело, наиболее удались автору пьесы: «При молотьбе», «Лирический разговор» и «Мой лес». Ф.Лукин писал в своем отзыве: «Даже в тех местах, где автор уходит от народной темы и создает своё оригинальное, национальный характер ярко ощутим. При большой мелодической выразительности использованных тем, гармония и форма отличаются простотой и ясностью».
Самым значительным своим произведением Юнгай считала сонатину «Сказка» для скрипки и фортепиано.

### Песни
- Женский марш. Сл. А. А. Комарова, муз. С. С. Рубиной*, 1938-39 гг.
- Письмо к любимой. Сл. А. Жарова, муз. С. С. Рубиной*.~1939 г.
- Песня о героях танкиста (баллада). Сл. А. Жарова.~1943-44 г.
- Ленточка морская: 1944 г. сл. А. Жарова.
- Песня казачки.~43-44 гг.
- Партизан «Дед» (для ансамбля). Май 1944 г. Сл. А. Жарова.
- Мой взрослый сын. Сл. А. Джевальского. 1944 г.
- Не знаю я края чудесней. Сл. С. Аграняна. 1948 г.
- Комсомольская песня. Сл. Коваленкова. Из сюиты «Песни к 30-летию ВЛКСМ» 1948 г.
- Песня. 1952г
- На крыльях родины. Сл. А. Жарова. 1953 г. Марш для духового оркестра и солистов. 1-й вар — «Встречает утро самолет», 2-й вар. «Сталинский сокол».
- В полете. (Завтра снова в полет…) сл. Сантгалина.~1953 г.
- Братья. Сл. А. Жарова. 1954 г.
- Скучать не придётся (вальс). Сл. А. Жарова.
- Клёны. Сл. А. Жарова.1955 г. (для солиста и ф-но)
- Ой, заря весенняя… (для солиста и хора) Сл. А. Жарова.
- С Алтая веет ветер… Сл. А. Жарова 1955 г.
- Черёмуха. Сл. С. Есенина. (для солиста и ф-но)
- Тихо море в час заката. Сл А. Жарова 1956 г.
- Туча чёрная кружила. (для смешанного хора) Сл. А. Жарова.1956 г.
- По реке голубой. (танго) Сл. А. Жарова 1956 г.
- Если просите, я спою. Чувашская народная песня-музыкальная обработка- Юнгай. 1956 г.
- Колыбельная (Вечерняя песня).
- Башня жёлтого аиста. Сл. Мао Цзэдуна. Перевод А. Суркова, 1957 г.
- Дорожная песня.
- Волны седые вздымаются. «Бейдахе». Сл. Мао Цзэдуна.
- Лесные просторы. Сл. Б. Спирова. Марш.
- Я дома не люблю сидеть. Детская полька. Сл. Е. Благининой. 1957 г. Для голоса и ф-но.
- Катя. Сл. А. Барто.
- Боровичок. Сл. Корзинкиной.
- Полдень у колодца. Орловские эскизы.
- У раскрытого окошка.
- У родного села. Сл. Н. Берендгофа.
- Белорусская песня. Сл. М. Исаковского.
- Греми советским людям слава. Сл. А. Яшина.
- В лесу.
- Миру надежду неси фестиваль. Марш. Сл. А. Жарова. 1957 г.
- Пионерское детство. Сл. И. Лашкова.
- Песня о шинели.
- Дайте трудное дело. Сл. Л. Ошанина. (Наша молодость).
- Сказочка. Сл. Б. Заходера. Для детского хора.
- Шумите леса.
- Сердце золотое. Сл. А. Жарова.
- Песня о выпускниках курсов «Выстрел». Сл. Подполк. В. М. Никитина. 1958 г.
- Солдатская строевая. Для хора и ф-но. 1959 г.
- Казачья песня-думушка. Сл. А. Соболева.1959 г.
- Ходят песни над рекою. Народный напев для баянов. Сл. В. Семакина. 1960 г.
- Давнее. Сл. Д. Кедрина.
- Славься молодость народа. Сл. Жарова. Кантата. Доработана в 1970 г.
- В колонне Красной Пресни. Для хора и солиста. 1977 г.
- Май. Сл. Н. Берендгофа.
- Легенда о партизане. 1977 г.
- Старый командир. 1977 г.
- Киска. Вальс. Сл. Б. Заходера. Детская песня.1976 г.
- Чемпионка-курица. Сл. Е. Тараховской. 1979 г.
- Олимпиада-80. Сл. Л. Захаровой. 1980 г. Всем видна Олимпиада. Сл. Жарова. Музыка она.
- Пройду сквозь сады перелески… Сл. Л. Захаровой. 1981 г.
- О Мытищах. Сл. В.Попова.
- У Ёлочных огней. Сл. Н Берендгофа и Л. Захаровой. 1983 г.

### Инструментальные произведения
- Романс для виолончели (юмореска 1, юмореска 2)(1940)
- Прелюдия-баллада. Февраль (1940)
- Ноктюрн (виолончель, фортепиано). (Март 1940г)
- Песня без слов. (Декабрь 1940г)
- Танец (флейта).
- Народный напев для баянов (часть 1, часть 2).
- Симфоническая рапсодия «Зобар и Радда» по новелле М. Горького «Макар Чудра» (1946)
- Дождик шёл.(1948)
- Маленька шалунья.
- Размышление.(пьеса для виолончели)(1949 доработана в 1970)
- Ноктюрн для скрипки о фортепиано. (1950)
- Романс для виолончели (поэма). (1952)
- Романс для скрипки и фортепиано.(1953)
- Этюд № 1 Бесёнок (пьеса-миниатюра для фортепиано).(1957)
- Этюд № 2 Метелица (пьеса-миниатюра для фортепиано) (1957)
- Рассказ (фагот).
- Цыганский напев (для скрипки).
- Марш. (Сегодня во Вьетнаме).
- Колыбельная. (Вечерняя песня). Для скрипки и фортепиано.
- Пчёлка.
- Фуга для 2-х альтов.
- Романс для альта и фортепиано.
- Посвящение (Валторна и фортепиано) Посвящается С.Серастову для института военных дирижёров.(1954)
- Чувашские эскизы — сюита для оркестра народных инструментов, состоящая из 6 самостоятельных пьес. (1955)

```
   * При молотьбе.
   * Танец с чаркой.
   * Лирический разговор.
   * Хороводная.
   * Мой лес.
   * Иду за Ивана.
```

- Цикл пьес для ф-но: «Народные картинки»(1955)

```
    *Шуточная. 
    *Раздумье. 
    *На пашне.
    *У ручья.
    *На рассвете.
```

- Симфониетта «Рассказ партизана» 1-я часть. (декабрь 1955 — январь 1956)
- Сонатина «Сказка». Поэма для скрипки и фортепиано в 2-х частях (1956)
- Колыбельная «Спи сыночек, спать пора…».
- Сказание об озере Рица (баллада).
- Юмореска «Ты не ври».
- Трио для флейты, фагота и фортепиано. Посвящение.
- Трио для флейты, виолончели и фортепиано.
- Колыбельная (скрипка и фортепиано) чувашская тема.(1957)
- Песня (колхозная лирическая) чувашская тема. Скрипка и фортепиано.(1957)
- Танец. Для скрипки и фортепиано.(1958)
- Скерцо (словацкий фольклор). Для скрипки и фортепиано. Для альта и фортепиано.
- Романс для скрипки и фортепиано (II часть сонаты).(1958)
- Сонатина-концертино (I часть для скрипки и альта).
- Пьеса для фортепиано и альта (прелюдия). (1958)
- Пьеса для фортепиано и альта (скерцо).(1958)
- Скерцо для скрипки. (1959)
- Романс для валторны.(1959)
- Сонатина g-moll (для скрипки и фортепиано). I часть.
- Прибаутка.
- Мой отец-рыба сазан. Чувашская песня.
- Весёлая прогулка.
- Трио для флейты, фагота и фортепиано. Посвящение.
- Уральская фантазия (плясовая).
- Посиделки.
- Романс для альта и фортепиано (народный русский напев).(1960)
- Трио для скрипки, альта и фортепиано. (1960)
- Романс для валторны и фортепиано. (1960)
- Размышление (для виолончели и фортепиано).
- Концертино для скрипки, альта и фортепиано (I и II части). (декабрь 1961 — январь 1962)
- Подружки (сонатина для скрипки и фортепиано). (1965)
- Сонатина-фантазия № 1 для скрипки и фортепиано.(1972)
- Раздумье. Посвящение проф. Шаховской. (1977)